# Гессе, Наталия Викторовна
Наталия Викторовна Гессе (1914 — 1998) советская детская писательница и переводчица.

## Биография
Родилась 20 августа 1914 года в городе Дмитрове Московской губернии. Её мать, Елизавета Фёдоровна, была партийным работником, часто меняла своё место работы и жительства.
Школу Наталия Гессе окончила в Одессе. В 1933 году поступила в Житомирский педагогический институт, но вскоре перевелась на заочное отделение и уехала в Ленинград. В 1936 году вышла замуж за Давида Яковлевича Пейсина (1890—1941), а в 1938 году уехала рожать к матери в Житомир.
С началом Великой Отечественной войны находилась в Измаильской области, муж — в Ленинграде, а сын — у бабушки в Житомире. Эвакуировалась на Урал, жила в Ирбите. Муж умер в декабре 1941 года в Ленинграде, мать с внуком эвакуировались в Челябинск, где мать умерла.
В 1942 году поступила на факультет журналистики Свердловского университета, а в 1943 году ушла на фронт добровольцем. Демобилизовавшись из армии в 1945 году, вернулась в Ленинград, забрав сына из детдома на Урале. В Ленинграде жила до конца жизни в доме № 18 на Пушкинской улице.
Всю жизнь работала литературным сотрудником, корректором, журналистом (включая работу во время войны), литературным редактором и переводчиком. Личная и творческая дружба связывала её с З. М. Задунайской — известной детской переводчицей (они жили в одном доме).
В соавторстве с Задунайской в издательстве «Детская литература» в 1968 году вышел сборник сказок и сказаний северных народов СССР «Журавлиное перо», куда вошли сказки: саамские («То ли было, то ли не было», «Сергевань-охотник»), эскимосские («Голубая бусина», «Пропавшая песенка»), вепсские («Двенадцать умных братьев»), долганские («Песенный человек», «Земная дужка»), кетские («Долгая ночёвка»), якутские («Журавлиное перо», «Славный богатырь с длинным именем и злая Нэгэй-тугут»), хантыйские («Как Ими-Хиты на санках катался», «Бабушка Хасынгета»), мансийские («Сказание про богатыря Вищ-Отыра», «Берестяной нос», «Умная сова»), чукотские («Хочу кочевать — не хочу кочевать», «Чей дом лучше?», «Белая яранга»), эвенкийские («Кому на вёслах сидеть», «Подарки золотой змеи», «Старый и молодой», «Шишка на лбу»), тофаларские («Живая вода»), ненецкие («Как Вылка на море ездил», «Мышка», «Промышленник Яндако»), селькупские («Хозяйка огня»), нанайские («Красавица Джиаданкан-фуджи», «Крик сохатого»), корякские («Нинвиты-людоеды», «Храбрый охотник», «Куйкынняку-ворон»), орочские («Лучший охотник на побережье»), энецкие («Два брата»), нганасанские («Сказание о старике Шамане, его сыновьях и о Чинчире шитолицем»), ительменские («Деревянные невесты»), юкагирские («Чужая ураса»), негидальские («Тигр у двери»), удэгейские («Железный Сунгу»), нивхские («Горная красавица») и алеутские («Мальчик в девичьей одежде»). В 1976 году вышла её книга сказок славянских народов СССР «Ни далеко, ни близко, ни высоко, ни низко» (также в соавторстве с Зоей Задунайской), включающая сказки 17 народов и этнических групп. Обе книги были изданы в ГДР на немецком языке (1975 и 1982).
Также публиковалась в различных детских журналах, в том числе «Костёр».
Умерла 19 апреля 1998 года в Санкт-Петербурге. Была награждена медалями.